# Rhynchostegium megapolitanum
Rhynchostegium megapolitanum là một loài Rêu trong họ Brachytheciaceae. Loài này được (Blandow ex F. Weber & D. Mohr) Schimp. miêu tả khoa học đầu tiên năm 1852.